# Philodromus parietalis
Philodromus parietalis là một loài nhện trong họ Philodromidae.
Loài này thuộc chi Philodromus. Philodromus parietalis được Eugène Simon miêu tả năm 1875.